# Таємна історія
«Таємна історія» — перший роман американської письменниці Донни Тартт, опублікований видавництвом «Alfred A.Knopf» у вересні 1992 року. Університетський роман, події якого відбуваються у Новій Англії, розповідає історію тісно пов'язаної між собою групи із шести студентів-класиків у Гемпден-коледжі, маленькому елітарному коледжі гуманітарних наук у штаті Вермонт, прообразом якого є Бенінгтон-коледж, де Тартт навчалася між 1982 і 1986 роками.
«Таємна історія» є перевернутим детективом, де послідовно розкриваються події, що призвели до вбивства. Оповідь веде один із шести студентів, Річард Пейпен, який роки потому обмірковує ситуацію, що спричинила вбивство їхнього друга Едмунда «Банні» Коркорана. У романі досліджуються обставини та тривалі наслідки смерті Банні для академічно та соціально ізольованої групи студентів-класиків, частиною якої він був.
Спершу роман мав назву «Бог ілюзій», а обкладинка його першого видання була розроблена відомим нью-йорським графічним дизайнером Чіпом Кіддом та Барбарою де Вайлд. Перше видання було замовлено на 75000 примірників (на відміну від звичних для дебютного роману 10000), і книга стала бестселером. 

## Літературне значення
За словами Мітіко Какутані, деякі аспекти роману відображають модель аполлонівського та діонісійського вираження в «Походженні трагедії» Ніцше. Какутані, пишучи для «Нью-Йорк таймс», сказала, що «у „Таємній історії“ міс Тартт вдається створити…мелодраматичні та химерні події (включаючи діонісійські обряди та натяки на диявольські сили), що виглядають цілком правдиво». Оскільки автор від початку представляє вбивство та винних у ньому, критик Е. О. Скотт визначив це «таємницею вбивства навпаки». В 2013 Джон Маллан написав для «The Guardian» есе під назвою «Десять причин, чому ми любимо „Таємну історію“ Донни Тартт», яке включало «він починається з убивства», «він закоханий у стародавню Грецію» та «він одержимий красою».

## Сприйняття
Книга отримала загалом позитивні відгуки критиків. Мітіко Какутані назвала роман «страшно динамічною розвагою», яка «чудово справляється», і значною мірою пояснила успіх книги гарно розвиненими письмовими навичками Тартт. Софі Маккензі, пишучи для The Independent, назвала її «книгою на все життя», вказуючи, що вона була «в ідеальному темі», а персонажі «захопливі та потужно зображені». Однак Джеймс Вуд з London Review дав йому посередню рецензію, пишучи: «Історія зневолює, проте не заглиблює… Вона пропонує таємниці та вишукані одкровення на кожній сторінці, але її справжні секрети занадто глибокі, занадто непередбачувані, щоб бути грізними або ґрунтовними». Критик Тед Джойя писав:
У романі Тартт є чим захоплюватися, але особлива хвала за те, наскільки переконливо вона описує кроки від вивчення класики до скоєння вбивства. Це важкий для правдоподібної розповіді перехід, і ще важче, зважаючи на рішення Тартт розповісти історію з погляду одного з найгеніальніших змовників. Її історія може легко здатися неправдоподібною — або навіть смішною — у відтворенні діонісійських обрядів у кампусі коледжу Вермонту та спробі переконати нас у тому, що скромний переведений студент з нахилом до стародавніх мов може через серію майже випадкових подій еволюціонувати у вбивцю. Але переконайте нас, що вона це робить, і інтимність, з якою Тартт вводить своїх читачів у психологічний міазм сюжету, що розгортається, є однією з найпереконливіших рис «Таємної історії».— 
У 2025 році роман був заборонений до поширення в Білорусі.